# Práva rodičů a dětí při poskytování zdravotní péče
Práva rodičů a dětí při poskytování zdravotní péče jsou zakotvena v právních předpisech různé právní síly. Na nejvyšší ústavní úrovni jsou Listina základních práv a svobod a závazné a ratifikované mezinárodní smlouvy (zejména Úmluva o právech dítěte, Úmluva o lidských právech a biomedicíně, „evropská“ Úmluva o ochraně lidských práv a základních svobod aj.), další úroveň tvoří zákony (zejména zákon o zdravotních službách, zákon o veřejném zdravotním pojištění), podzákonnými předpisy jsou zejména vyhlášky ministerstev (např. vyhláška o preventivních prohlídkách, vyhláška o očkování proti infekčním nemocem). Dále existují metodická doporučení, vnitřní řády poskytovatelů péče apod., které nejsou právními předpisy, ale upravují nebo upřesňují vztahy mezi poskytovatelem a příjemci zdravotní péče. Vnitřní řády nemocnic v žádném případě nemohou odporovat nejlepšímu zájmu dítěte nebo nepřiměřeně zasahovat práv dítěte a rodičů.

## Listina a mezinárodní smlouvy

### Listina základních práv a svobod
Listina základních práv a svobod je právní předpis nejvyšší právní síly, který upravuje práva rodičů a dětí při poskytování zdravotní péče. Podle čl. 31 má každý právo na ochranu zdraví a občané mají na základě veřejného zdravotního pojištění právo na bezplatnou zdravotní péči a na zdravotní pomůcky za podmínek, které stanoví zákon. Článek 31 upravuje rodičovská práva – podle odst. 4 je péče o děti a jejich výchova právem rodičů; děti mají právo na rodičovskou výchovu a péči. Práva rodičů mohou být omezena a nezletilé děti mohou být odloučeny proti jejich vůli jen rozhodnutím soudu na základě zákona. Článek 7 zaručuje nedotknutelnost osoby a jejího soukromí, která může být omezena jen v případech stanovených zákonem. Také upravuje zákaz mučení a krutého, nelidského nebo ponižujícího zacházení nebo trestu. Článek 10 upravuje osobnostní práva, konkrétně např. právo na zachování lidské důstojnosti, právo na ochranu před neoprávněným zasahováním do soukromého a rodinného života a neoprávněným shromažďováním, zveřejňováním nebo jiným zneužíváním údajů o své osobě.

### Úmluva o právech dítěte
V této úmluvě je zásadní článek 3 odst. 1, podle kterého „zájem dítěte musí být předním hlediskem při jakékoli činnosti týkající se dětí, ať už uskutečňované veřejnými nebo soukromými zařízeními sociální péče, správními nebo zákonodárnými orgány“. Podle čl. 3 odst. 2 je stát zavázán zajistit dítěti takovou ochranu a péči, jaká je nezbytná pro jeho blaho, přičemž berou ohled na práva a povinnosti jeho rodičů a činí pro to všechna potřebná opatření. Dále úmluva v čl. 24 odst. 1 upravuje právo dítěte na zdraví tak, že státy „uznávají právo dítěte na dosažení nejvýše dosažitelné úrovně zdravotního stavu a na využívání rehabilitačních a léčebných zařízení“. Smluvní státy „usilují o zabezpečení toho, aby žádné dítě nebylo zbaveno svého práva na přístup k takovým zdravotnickým službám“. Odstavec 2 téhož článku pak vyjmenovává jednotlivá opatření, která mají státy činit. Mezi nimi jsou například opatření ke snižování kojenecké a dětské úmrtnosti, k zajištění nezbytné lékařské pomoci a zdravotní péče pro všechny děti, k poskytnutí odpovídající péče matkám před i po porodu aj. Podle odstavce 3 mají státy činit všechna účinná a nutná opatření k odstranění všech tradičních praktik škodících zdraví dětí.

### Úmluva o lidských právech a biomedicíně
Tato úmluva mj. obsahuje následující pravidla nebo upravuje následující oblasti: nadřazenost zájmů a blaha lidské bytosti zájmům společnosti nebo vědy, provádění jakýchkoli zákroků v oblasti péče o zdraví v souladu s profesními povinnostmi a standardy, informovaný souhlas pacienta se zákrokem, ochrana osob neschopných dát souhlas se zákrokem (včetně dětí), stav nouze vyžadující neodkladná řešení, kdy nelze získat souhlas pacienta, dříve vyslovené přání, ochrana soukromí a právo na informace, právo na náhradu škody způsobené zákrokem. K této úmluvě existuje oficiální vysvětlující zpráva, která sice není jejím autoritativním výkladem, ale dává vodítko, jak jednotlivá ustanovení vykládat.

## Zákony a prováděcí předpisy

### Občanský zákoník
Zákon č. 89/2012 Sb., občanský zákoník, nahradil dřívější zákon o rodině v tom, že upravuje poměry mezi rodiči a dítětem a rodičovskou odpovědnost. Kromě toho upravuje právní jednání nezletilých, ochranu osobnosti a náhradu újmy na zdraví.
Podle § 585 „Rodičovská odpovědnost zahrnuje povinnosti a práva rodičů, která spočívají v péči o dítě, zahrnující zejména péči o jeho zdraví, jeho tělesný, citový, rozumový a mravní vývoj, v ochraně dítěte, v udržování osobního styku s dítětem, v zajišťování jeho výchovy a vzdělání, v určení místa jeho bydliště, v jeho zastupování a spravování jeho jmění; vzniká narozením dítěte a zaniká, jakmile dítě nabude plné svéprávnosti. Trvání a rozsah rodičovské odpovědnosti může změnit jen soud.“
Podle § 875 odst. 1 „Rodičovskou odpovědnost vykonávají rodiče v souladu se zájmy dítěte.“ Podle odst. 2 je potřeba vzít v úvahu názor dítěte před rozhodnutím, které se dotýká jeho zájmu.
Podle § 31 se má za to, že „každý nezletilý, který nenabyl plné svéprávnosti, je způsobilý k právním jednáním co do povahy přiměřeným rozumové a volní vyspělosti nezletilých jeho věku.“
Kromě toho § 81 a násl. upravuje ochranu osobnosti člověka a jeho právo na fyzickou i duševní integritu a práva člověka hospitalizovaného bez jeho souhlasu, § 2636 a násl. upravuje smlouvu o péči o zdraví, § 2894 a násl. upravuje náhradu majetkové a nemajetkové újmy.

### Zákon o zdravotních službách
Zákon č. 372/2011 Sb., o zdravotních službách a podmínkách jejich poskytování (zkráceně zákon o zdravotních službách), upravuje práva a povinnosti poskytovatelů péče a pacientů. Co se týká práv pacientů, jde zejména o právo na svobodný a informovaný souhlas, právo na informace o zdravotním stavu, právo na nepřetržitý kontakt mezi rodiči a dětmi, právo na přístup do zdravotnické dokumentace, dříve vyslovené přání aj. Mezi povinnosti pacientů patří zejména dodržovat léčebný postup, s kterým vyslovil souhlas, řídit se vnitřním řádem (který však nesmí zasahovat do práv pacienta nad nezbytnou míru), pravdivě informovat ošetřujícího zdravotního o vývoji zdravotního stavu aj. Zákon upravuje podmínky, za kterých může být poskytnuta pacientovi nebo nezletilému pacientovi péče bez jeho souhlasu nebo souhlasu jeho rodičů. V zákoně jsou také upraveny podmínky, za kterých může poskytovatel péče nepřijmout pacienta do péče nebo péči o něj ukončit (vyloučit jej z péče). Zákon také upravuje vyřizování stížností na postup poskytovatele péče.
Jedním z prováděcích předpisů k zákonu je vyhláška č. 70/2012 Sb., o preventivních prohlídkách. Vyhláška upravuje mj. obsah a časové rozmezí preventivních prohlídek v oboru praktické lékařství pro děti a dorost.

### Zákon o veřejném zdravotním pojištění
Zákon č. 48/1997 Sb., o veřejném zdravotním pojištění a o změně a doplnění některých souvisejících zákonů (zkráceně zákon o veřejném zdravotním pojištění), upravuje práva a povinnosti pacientů jakožto pojištěnců veřejného zdravotního pojištění a reguluje činnost zdravotních pojišťoven. Zejména zákon upravuje rozsah hrazené péče a právo pojištěnce na časovou a místní dostupnost hrazených služeb a na výběr poskytovatele zdravotní péče, ale také povinnost pojištěnce podrobit se preventivním prohlídkám. 
Jedním z prováděcích předpisů k zákonu je nařízení vlády č. 307/2012 Sb., o místní a časové dostupnosti zdravotních služeb, jehož příloha stanoví dojezdovou dobu vyjadřující místní dostupnost hrazených služeb poskytovateli ambulantní i lůžkové péče.

### Zákon o ochraně veřejného zdraví
Zákon č. 258/2000 Sb., o ochraně veřejného zdraví a o změně některých souvisejících zákonů (zkráceně zákon o ochraně veřejného zdraví), upravuje mj. povinnost osob podrobit se vyhláškou stanovenému očkování a povinnost osob s infekčním onemocněním nebo s podezřením z nákazy podrobit se izolaci, lékařským prohlídkám a karanténním opatřením. Zákon stanoví mateřským školám a dětským skupinám a organizátorům zotavovacích akcí (škola v přírodě, dětský tábor apod.) povinnost přijímat pouze děti, které se podrobily stanoveným očkováním, nebo mají doklad o imunitě proti nákaze nebo o trvalé (zdravotní) kontraindikaci. Zákon stanoví lékařům povinnost neprodleně oznamovat neobvyklé reakce po očkování orgánu ochrany veřejného zdraví a také povinnost umožnit tomuto orgánu kontrolu zdravotnických dokumentací pacientů a sdělovat na jeho žádost informace o očkování pacientů.
Prováděcí vyhláška č. 537/2006 Sb., o očkování proti infekčním nemocem, stanoví rozsah povinného očkování, zejména druhy očkování a lhůty pro jeho provedení.

## Judikatura
Vynucováním povinného očkování se opakovaně zabývaly obecné soudy i Ústavní soud. Plénum Ústavního soudu shledalo, že povinné očkování včetně jeho úpravy ve vyhlášce není protiústavní, ale zároveň vyzvalo zákonodárce k doplnění právní úpravy o náhradu škody způsobené povinným očkováním (nález sp. zn. Pl. ÚS 19/14). Odlišné stanovisko uplatnila soudkyně Kateřina Šimáčková, která úpravu povinného očkování shledává v rozporu se základním právem na nedotknutelnost osoby. Plénum Ústavního soudu rovněž neshledalo, že by povinné očkování jako podmínka přijetí dítěte do mateřské školy byla protiústavním zásahem do práva na vzdělání (nález sp. zn. Pl. ÚS 16/14). Proti tomuto nálezu opět uplatnila odlišné stanovisko soudkyně Kateřina Šimáčková, která úpravu naopak považuje za protiústavní. Přestože Ústavní soud považuje povinné očkování a sankce s tím spojené za ústavní, dovodil, že ve výjimečných případech může vynucování a sankcionování povinného očkování vést k porušení práva na svobodu svědomí (nález sp. zn. I. ÚS 1253/14) nebo práva svobodně projevovat své náboženství nebo víru (nález sp. zn.: III. ÚS 449/06).